# Donje Utore
Donje Utore – wieś w Chorwacji, w żupanii szybenicko-knińskiej, w gminie Unešić. W 2011 roku liczyła 16 mieszkańców.